# Acaulis primarius
Acaulis primarius är en nässeldjursart som beskrevs av William Stimpson 1854. Enligt Catalogue of Life ingår Acaulis primarius i släktet Acaulis och familjen Acaulidae, men enligt Dyntaxa är tillhörigheten istället släktet Acaulis och familjen Halocordylidae. Arten är reproducerande i Sverige. Inga underarter finns listade i Catalogue of Life.